# Блен, Вилли
Вилли Блен (фр. Willy Blain; род. 24 апреля 1978, Ле-Тампон) — французский боксёр, представитель первой полусредней весовой категории.
Выступал за сборную Франции по боксу в конце 1990-х — первой половине 2000-х годов, чемпион мира, серебряный и бронзовый призёр чемпионатов Европы, участник двух летних Олимпийских игр.
В период 2004—2016 годов боксировал на профессиональном уровне, был претендентом на титул временного чемпиона мира по версии WBO, но проиграл чемпионский бой американцу Ламонту Питерсону.

## Биография
Вилли Блен родился 24 апреля 1978 года в городе Ле-Тампон заморского департамента Реюньон. Проходил подготовку во Французском национальном институте спорта и физической культуры в Париже.

### Любительская карьера
Первого серьёзного успеха на взрослом международном уровне добился в 1999 году, когда вошёл в основной состав французской национальной сборной и побывал на чемпионате мира в Хьюстоне, откуда привёз награду серебряного достоинства — в финальном поединке первой полусредней весовой категории уступил представителю Узбекистана Мухаммадкадыру Абдуллаеву.
В 2000 году завоевал бронзовую медаль на чемпионате Европы в Тампере и благодаря череде удачных выступлений удостоился права защищать честь страны на летних Олимпийских играх в Сиднее — в итоге провёл здесь только один поединок, проиграв со счётом 14:25 кубинцу Диогенесу Лунье.
После сиднейской Олимпиады Блен остался в главной боксёрской команде Франции и продолжил принимать участие в крупнейших международных турнирах. Так, в 2001 году он стал бронзовым призёром мирового первенства в Белфасте и серебряным призёром Средиземноморских игр в Тунисе.
В 2002 году добавил в послужной список серебряную награду, полученную в первом полусреднем весе на европейском первенстве в Перми — единственное поражение потерпел здесь от болгарина Димитра Штилянова.
На чемпионате мира 2003 года в Бангкоке одолел всех своих соперников, в том числе в финале взял верх над россиянином Александром Малетиным, и тем самым выиграл золотую медаль.
В 2004 году получил бронзу на чемпионате Европы в Пуле и отправился на Олимпийские игры в Афинах, где на стадии четвертьфиналов был остановлен тайцем Манусом Бунчамнонгом, который в итоге и стал победителем этого олимпийского турнира.

### Профессиональная карьера
Вскоре по окончании афинской Олимпиады Блен покинул расположение французской сборной и успешно дебютировал на профессиональном уровне. Активно выступал на различных турнирах в Европе, преимущественно на территории Германии — в течение четырёх лет под руководством немецкого тренера Михаэля Тимма одержал в общей сложности 20 побед, не потерпев при этом ни одного поражения, в том числе завоевал и трижды защитил титул интерконтинентального чемпиона в первом полусреднем весе по версии Всемирной боксёрской организации (WBO).
Поднявшись в рейтингах, в 2009 году Вилли Блен получил право оспорить титул временного чемпиона мира WBO, встретившись с непобеждённым американцем Ламонтом Питерсоном (26-0). Бой проходил в андеркарде противостояния Хуан Мануэль Лопес — Джерри Пеналоса и транслировался телеканалом HBO. В седьмом раунде из-за травмы руки французский боксёр вынужден был отказаться от продолжения поединка, и был зафиксирован технический нокаут в пользу Питерсона.
Впоследствии победил нескольких малоизвестных боксёров, в ноябре 2011 года боксировал с украинцем Сергеем Федченко за титул чемпиона Европы WBO, но проиграл единогласным решением судей.